# أوليفر بي. سنايدر
أوليفر بي. سنايدر هو محامي وسياسي أمريكي، ولد في 13 نوفمبر 1833 في ميزوري في الولايات المتحدة، وتوفي في 22 نوفمبر 1882 في باين بلاف في الولايات المتحدة. نشط حزبياً في الحزب الجمهوري. وقد انتخب عضو مجلس ولاية أركنساس ‏ وانتخب عضو مجلس النواب الأمريكي ‏.